# Henning Berg
Henning Berg  (Eidsvoll, 1969. szeptember 1. –) norvég válogatott labdarúgó és edző.

## Sikerei,díjai

### Játékosként
Blacburn Rovers
- Angol bajnok (1): 1994–95
- Angol ligakupa (1): 2001–02

Manchester United
- Angol bajnok (2): 1998-1999, 1999-00
- Angol kupa (1): 1998–99
- Angol szuperkupa (1): 1997
- UEFA-bajnokok ligája (1): 1998–99
- Interkontinentális kupa (1): 1999

### Edzőként
KP Legia Warszawa
- Lengyel bajnok (1): 2013–14
- Lengyel kupa (1): 2014–15

### Statisztikája edzőként
2017 június 2.
| Csapat            | Ország | -tól             | -ig                | eredményei | eredményei | eredményei | eredményei | eredményei |
| Csapat            | Ország | -tól             | -ig                | G          | W          | D          | L          | Win %      |
| ----------------- | ------ | ---------------- | ------------------ | ---------- | ---------- | ---------- | ---------- | ---------- |
| Lyn               | NOR    | 2005 április 22. | 2008 szeptember 9. | 120        | 55         | 42         | 23         | 45,83      |
| Lillestrøm        | NOR    | 2009 január 1.   | 2011 október 27.   | 89         | 28         | 28         | 33         | 31,46      |
| Blackburn Rovers  | ENG    | 2012 október 31. | 2012 december 27.  | 10         | 1          | 3          | 6          | 10,00      |
| KP Legia Warszawa | POL    | 2014 január 1.   | 2015 október 5.    | 60         | 37         | 9          | 14         | 61,67      |
| Videoton FC       | HUN    | 2016 május 5.    | 2017 június 2.     | 33         | 18         | 8          | 7          | 54,55      |

## Külső hivatkozások
- Henning Berg pályafutásának statisztikái a Soccerbase oldalon (angolul)

- Stats at LynFotball.net Archiválva 2012. február 19-i dátummal a Wayback Machine-ben
- Henning Berg adatlapja a National-Football-Teams.com oldalon (angolul)